# Wojna peloponeska (utwór)

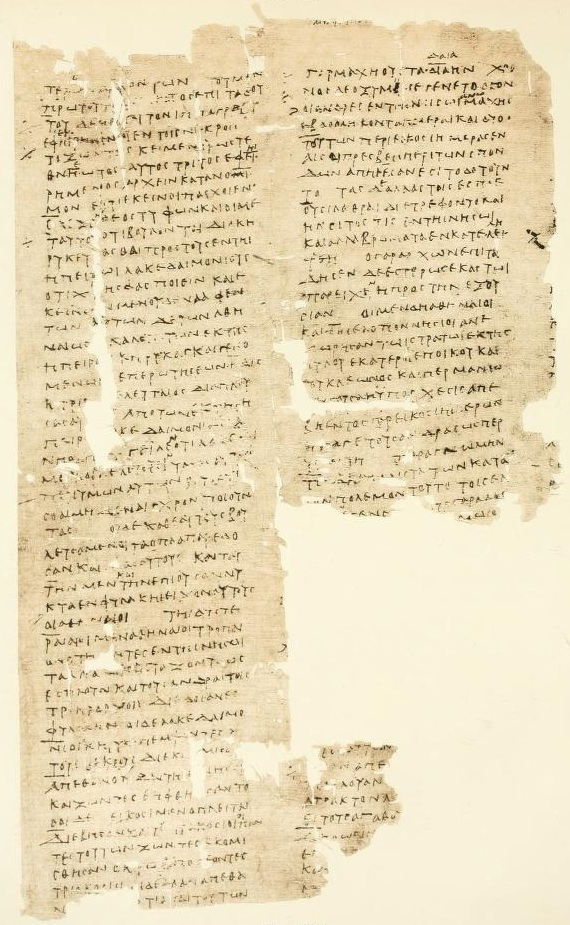
P. Oxy. 16, fragment rękopisu z I wieku

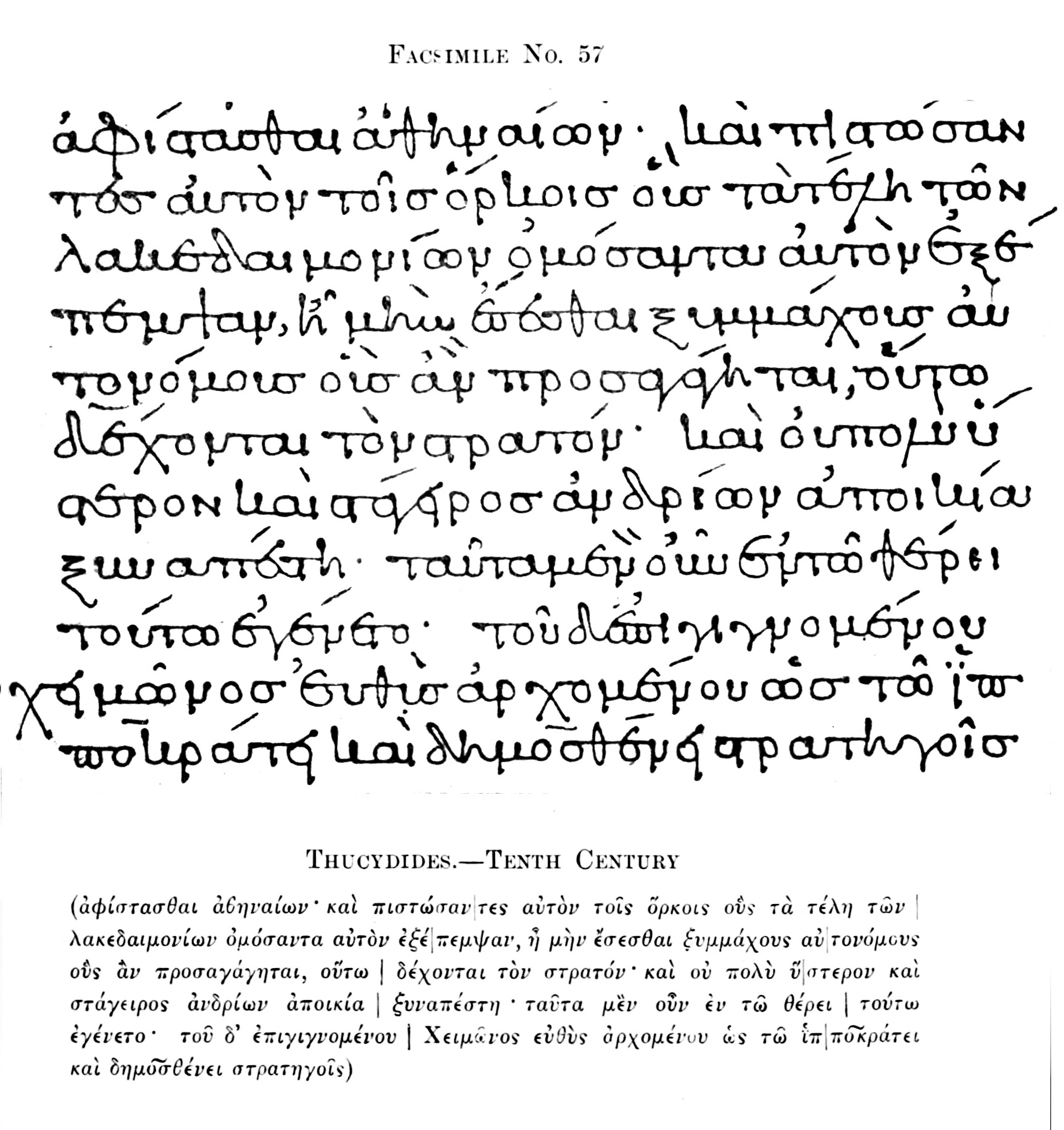
X-wieczny minuskuł z fragmentem Wojny peloponeskiej

Wojna peloponeska – dzieło historyczne Tukidydesa opisujące przebieg wojny peloponeskiej (431–404 p.n.e.) pomiędzy Spartą a Atenami oraz ich sprzymierzeńcami. Powstało w V wieku p.n.e.

## Treść i znaczenie
W Wojnie peloponeskiej po raz pierwszy odwołano się w sposób przemyślany do metodologii badań historycznych. Tukidydes zastosował różne metody wnioskowania o przeszłości na podstawie śladów dostępnych dla historyka. Z faktu, że najstarsza świątynia ateńska znajduje się na Akropolu, stwierdził, że jest to najstarsza część miasta. Ze sposobu grzebania zmarłych na Delos doszedł do przekonania, że pierwotna ludność przybyła z innych terenów.
Tukidydes skrupulatnie przedstawił fakty, informacje o wydarzeniach czerpał z własnych przeżyć lub z relacji wiarygodnych świadków. Wszelkie informacje poddał racjonalnej weryfikacji. Jeśli znajdował sprzeczne wersje, porównywał je ze sobą i próbował dociec prawdy. Był świadomy możliwych nieścisłości ze względu na zawodną pamięć ludzką. Takie metody na szerszą skalę zaczęto stosować w czasach współczesnych. Tukidydes zawdzięcza Wojnie peloponeskiej miano największego historyka świata antycznego i ojca nowoczesnej historiografii.
Tukidydes pracował nad swym dziełem całe życie. Rozpoczął prace z początkiem wojny i przewidywał, że będzie to największy konflikt świata greckiego. Był on pierwszym historykiem, który racjonalnie podszedł do analizy przyczyn i konsekwencji wydarzeń historycznych. W przeciwieństwie do innych autorów starożytności w zdarzeniach historycznych nie upatrywał ingerencji sił nadprzyrodzonych, ale traktował je jako skutek działania ludzi postępujących zgodnie ze swoimi interesami. Uważał, że historia się powtarza, ponieważ natura ludzka jest niezmienna. Według Tukidydesa wiedza o niezmienności natury ludzkiej i znajomość historii pozwala przewidzieć przebieg podobnych wydarzeń w przyszłości.
W Wojnie peloponeskiej znajdują się informacje o sytuacji gospodarczej miast, nastrojach społecznych i ukrytych przyczynach wydarzeń. Według Tukidydesa nie należy wierzyć w oficjalne przyczyny postępowania państw, gdyż badając je dokładnie, dojdzie się do prawdziwych przyczyn, którymi są interesy, strach lub ambicja. Tukidydes podaje: Otóż za najistotniejszy powód, chociaż przemilczany, uważam wzrost potęgi ateńskiej i strach, jaki to wzbudziło u Lacedemończyków. Z tego też powodu Tukidydes uznawany za klasyka realizmu w filozofii polityki. Znany jest jego wpływ na filozofów polityki, np. na Thomasa Hobbesa, który dokonał przekładu dzieła Tukidydesa na język angielski, a którego Lewiatan również stanowi klasyczny wykład realizmu. Najpełniejszy wyraz realizmu Tukidydesa znajduje się w tzw. dialogu melijskim.

## Dialog melijski
Pod tą nazwą rozumiany jest fragment Wojny peloponeskiej Tukidydesa zawarty w księdze V, 84–116. Opisano w nim epizod wojny z roku 416 p.n.e., kiedy to duża flota ateńska przybywa na Melos. Wyspa ta od początku wojny głosiła swoją neutralność, chociaż pewne więzy łączyły ją ze Spartą. Melos założyli osadnicy spartańscy, płaciła ona Sparcie daninę i udzielała schronienia jej flocie. Niemniej wyspa nie prowadziła działań wojennych przeciwko Atenom i starała się zachować najdalej idącą samodzielność. Ateńczycy postawili Melijczykom ultimatum – albo przystąpią do Ateńskiego Związku Morskiego (a tym samym stracą niezależność i zwrócą się przeciwko swoim dotychczasowym sprzymierzeńcom), albo wyspa zostanie zniszczona przez ateńskie wojska. Melijczycy odmówili poddania się i Ateńczycy spełnili swą groźbę – podbili wyspę, wymordowali mężczyzn, a kobiety sprzedali w niewolę.
Waga dialogu między Melijczykami a Ateńczykami przekracza jednak czystą historyczną relację. Zostały tu bowiem wyłożone podstawowe argumenty realizmu w teorii stosunków międzynarodowych. Ateńczycy występują tu jako mocarstwo toczące wojnę hegemoniczną. Argumenty przez nich przytaczane wiążą się z międzynarodowym układem sił i interesów. Melijczycy natomiast pragną zachować neutralność i pozostawać na uboczu wielkiej polityki, prowadząc w dalszym ciągu spokojne życie. W dialogu używają języka odnoszącego się do prawa, moralności i słuszności.
Według Ateńczyków zachowanie neutralności w warunkach wojny hegemonicznej jest niemożliwe – wszystkie obszary danego systemu politycznego są prędzej czy później wciągane w konflikt. W interesie Ateńczyków jest więc uniemożliwienie Melijczykom przyłączenia się do Sparty. Ateńczycy przystępują do rozmowy i negocjacji równych podmiotów, lecz za ich wypowiedziami kryje się groźba. Zwracają uwagę, że Melijczycy, stojący w obliczu zagłady, nie powinni się kierować ambicjami, unosić honorem czy pokładać nadziei w niepewnych zdarzeniach, takich jak pomoc sprzymierzeńców. Melos powinno się pogodzić z losem i poddać się Atenom, gdyż tylko w ten sposób może zachować swój byt. Ateńscy posłowie podkreślają też, że atak na Melos nie jest wynikiem chęci zagarnięcia ich terytorium, lecz nakazem konieczności. Istnienie neutralnych państw wyspiarskich powoduje niepokój wśród sprzymierzeńców ateńskich. Podbijając Melos, Ateńczycy zabezpieczają więc swoje posiadłości. Tak więc jak u pozostałych realistów, polityka państw kształtowana jest pod wpływem strachu przed utratą pozycji i upadkiem.

## Rękopisy
Do naszych czasów zachowały się liczne kodeksy (około 40), opartych na wspólnym archetypie oraz fragmenty na pochodzących z I wieku naszej ery papirusach. Rękopisy dzielą się na dwie klasy, z których pierwsza jest najbliższa odnalezionym na papirusach fragmentom. Do niej zaliczają się (C) Codex Laurentianus LXIX.2 z X wieku i (G) Codex Monacensis 430 z XII wieku. Do drugiej klasy należą (B) Codex Vaticanus 126 z XI wieku, (A) Codex Cisalpinus z XI wieku lub Codex Parisinus suppl. Gr. 255 z XII wieku, (E) Codex Palatinus 252 z XI wieku, (F) Codex Monacensis Augustanus 228 z XI wieku. (M) Codex Britannicus II,727 zajmuje pozycję pośrednią pomiędzy tymi klasami.

## Polskie wydania
- Wojna peloponeska, Czytelnik 1957, tłumaczenie Kazimierz Kumaniecki.
- Wojna peloponeska, Czytelnik 1998, tłumaczenie Kazimierz Kumaniecki (533 strony, mapy, ilustracje).
- Wojna peloponeska, Zakład Narodowy im. Ossolińskich 1991, tłumaczenie Kazimierz Kumaniecki.
- Wojna peloponeska, Czytelnik 2003, tłumaczenie Kazimierz Kumaniecki (488 stron).